# Kampil
Kampil è una suddivisione dell'India, classificata come nagar panchayat, di 8.475 abitanti, situata nel distretto di Farrukhabad, nello stato federato dell'Uttar Pradesh. In base al numero di abitanti la città rientra nella classe V (da 5.000 a 9.999 persone).

## Geografia fisica
La città è situata a 27° 37' 0 N e 79° 16' 60 E e ha un'altitudine di 144 m s.l.m..

## Società

### Evoluzione demografica
Al censimento del 2001 la popolazione di Kampil assommava a 8.475 persone, delle quali 4.544 maschi e 3.931 femmine. I bambini di età inferiore o uguale ai sei anni assommavano a 1.747, dei quali 960 maschi e 787 femmine. Infine, coloro che erano in grado di saper almeno leggere e scrivere erano 3.966, dei quali 2.499 maschi e 1.467 femmine.